# Оксид хрому(IV)
Хром(IV) окси́д, окси́д хро́му(IV) — неорганічна сполука, оксид складу CrO2. За кімнатної температури має вигляд чорних, голкоподібних кристалів, які проявляють феромагнітні властивості.
Широко застосовується у виробництві магнітних носіїв інформації.

## Фізичні властивості
Оксид хрому кристалізується у вигляді чорних, голкоподібних тетрагональних кристалів, із кристалічною структурою рутилу. За кімнатної температури CrO2 проявляє феромагнітні властивості. Температура Кюрі для нього складає 116 °K і може бути підвищена до 155 °K за допомогою добавок заліза.
Оксид є сполукою змінного складу: його склад нестехіометричний і корелюється від CrO1,89 до CrO2,02.

## Отримання
Вперше оксид хрому(VI) було синтезовано у 1859 році Фрідріхом Велером при розкладанні хроміл хлориду:
{\displaystyle \mathrm {CrO_{2}Cl_{2}{\xrightarrow {360^{o}C}}CrO_{2}+Cl_{2}} }
Синтез оксиду хрому можна провести також розкладанням хромового ангідриду CrO3, хром(III) хромату  CrIII2(CrO4)3 (або Cr5O12), окисненням оксиду Cr(III). Нині у промислових масштабах застосовується метод, запатентований компанією «DuPont», — отримання оксиду(IV) із суміші CrO3 та Cr2O3:
{\displaystyle \mathrm {3CrO_{3}+Cr_{2}O_{3}{\xrightarrow {200-300^{o}C,O_{2}}}5CrO_{2}+O_{2}} }

## Хімічні властивості
За кімнатої температури оксид хрому є стабільним; розкладається при температурі понад 350 °C, утворюючи хром(III) оксид:
{\displaystyle \mathrm {4CrO_{2}{\xrightarrow {>350^{o}C}}2Cr_{2}O_{3}+O_{2}} }
Кристали CrO2 нерозчинні у воді, але на їхній поверхні може протікати реакція диспропорціонування:
{\displaystyle \mathrm {3CrO_{2}+2H_{2}O\rightarrow 2Cr^{3+}+CrO_{4}^{2-}+4OH^{-}} }
При сплавленні із лугами утворює хромати:
{\displaystyle \mathrm {2CrO_{2}+4NaOH+O_{2}{\xrightarrow {t}}2Na_{2}CrO_{4}+2H_{2}O} }

## Застосування

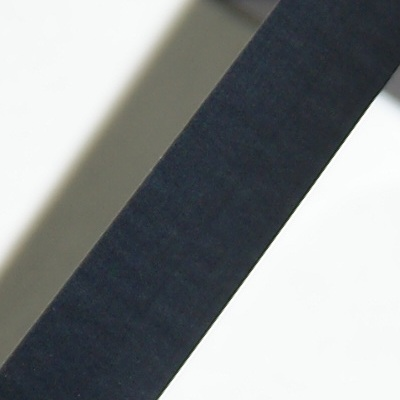
Магнітна стрічка, вкрита CrO_{2}

Основною сферою застосування оксиду хрому(IV) є виробництво магнітних носіїв інформації (зокрема, магнітних стрічок). Завдяки низькій магнетострикції CrO2, дані з таких носіїв відтворюються практично без втрат.